# Joe Colborne
Joseph „Joe“ William Colborne (* 30. Januar 1990 in Calgary, Alberta) ist ein ehemaliger kanadischer Eishockeyspieler. Der Center bestritt zwischen 2011 und 2017 insgesamt 295 Partien für die Toronto Maple Leafs, Calgary Flames und Colorado Avalanche in der National Hockey League, musste seine aktive Karriere jedoch verletzungsbedingt frühzeitig beenden.

## Karriere
Joe Colborne spielte während seiner Juniorenzeit zunächst in der Saison 2004/05 für die Calgary Titans in der unterklassigen Juniorenliga in Alberta. Im Anschluss verbrachte der Stürmer eine Spielzeit bei den Notre Dame Midget Hounds in der Saskatchewan Midget AAA Hockey League, ehe er ab der folgenden Saison für die Camrose Kodiaks aus der Alberta Junior Hockey League aufs Eis ging. In seiner zweiten Saison mit den Camrose Kodiaks beendete Colborne die reguläre Saison mit 90 Punkten als zweitbester Scorer der Liga. In den Playoffs setzte sich die Mannschaft durch und gewann den Rogers Wireless Cup, die Meisterschaft der Alberta Junior Hockey League. Im Anschluss wurde Colborne beim NHL Entry Draft 2008 in der ersten Runde an 16. Position von den Boston Bruins ausgewählt. Die folgenden zwei Jahre verbrachte der Linksschütze an der University of Denver und ging für deren Eishockeymannschaft in der Western Collegiate Hockey Association aufs Eis.
Nach seiner Debütsaison wurde er ins All-Rookie Team, eine Auswahlmannschaft der besten Liganeulinge, gewählt. Ende März 2010 unterschrieb der Kanadier einen Vertrag über drei Jahre bei den Boston Bruins. Noch während der Saison 2009/10 gab er sein Profidebüt, als Colborne in sechs Begegnungen für Bostons Farmteam, die Providence Bruins aus der American Hockey League, aufs Eis ging. In der folgenden Spielzeit war er im AHL-Kader der Bruins gesetzt und einer der besten Scorer der Mannschaft, bevor der Linksschütze am 18. Februar 2011 von den Boston Bruins in einem Transfergeschäft gemeinsam mit einem Erstrunden-Wahlrecht im NHL Entry Draft 2011 und einem Zweitrunden-Wahlrecht im NHL Entry Draft 2012 für Tomáš Kaberle an die Toronto Maple Leafs abgegeben wurde. Diese schickten ihn anschließend ins Farmteam zu den Toronto Marlies.
Im September 2013 wurde er von Toronto für einen Viertrunden-Draftpick im nächsten Entry Draft zu den Calgary Flames getradet.
Nach drei Jahren in Calgary erhielt Colborne nach der Saison 2015/16 keinen neuen Vertrag, sodass er sich im Juli 2016 als Free Agent der Colorado Avalanche anschloss. Dort ließen seine Leistungen aufgrund einer Rückenverletzung deutlich nach, sodass er die Spielzeit 2017/18 beim Farmteam der Avalanche begann, den San Antonio Rampage. Dort wiederum erlitt er nach wenigen Spielen eine Gehirnerschütterung, aufgrund derer er den Rest des Jahres ausfiel und die letztlich aufgrund anhaltender Symptome wie Schwindel das Ende seiner aktiven Karriere bedeuten sollte. Insgesamt hatte Colborne in 295 NHL-Partien 114 Scorerpunkte verzeichnet.

## Erfolge und Auszeichnungen
- 2008 Rogers-Wireless-Cup-Gewinn mit den Camrose Kodiaks
- 2009 WCHA All-Rookie Team
- 2010 WCHA All-Academic Team
- 2010 WCHA Third All-Star Team
- 2012 AHL All-Star Classic

## Karrierestatistik
(Legende zur Spielerstatistik: Sp oder GP = absolvierte Spiele; T oder G = erzielte Tore; V oder A = erzielte Assists; Pkt oder Pts = erzielte Scorerpunkte; SM oder PIM = erhaltene Strafminuten; +/− = Plus/Minus-Bilanz; PP = erzielte Überzahltore; SH = erzielte Unterzahltore; GW = erzielte Siegtore; 1 Play-downs/Relegation; Kursiv: Statistik nicht vollständig)